# Magnetisk susceptibilitet
Magnetisk susceptibilitet, vanligtvis betecknad med den grekiska bokstaven χ, är en materialegenskap som beskriver hur magnetiskt ett material blir i externa magnetfält. Denna dimensionslösa storhet kan definieras genom 
{\displaystyle M=\chi H,\,}
där M är ämnets magnetisering och H är den magnetiska fältstyrkan, båda i SI-enheten ampere per meter. Materialegenskapen är endast definierad för material där magnetiseringen är proportionell mot det externa fältet. De flesta material är diamagnetiska och där gäller att χ < 0, ofta av storleksordning -10-6. Vid paramagnetism är susceptibiliteten positiv.

## Samband
Eftersom det magnetiska B-fältet (flödestätheten) är en summa av magnetisering och det externa fältet, kan man skriva
{\displaystyle B=\mu _{0}(M+H)=\mu _{0}(\chi H+H)=\mu _{0}(\chi +1)H=\mu _{0}\mu _{r}H,\,}
där μ0 är den magnetiska konstanten och μr = 1 + χ är materialets permeabilitetstal (relativa magnetiska permeabilitet).